# CSD Colo-Colo (Frauenfußball)
CSD Colo-Colo Femenino ist die Frauenfußballabteilung des Sportvereins CSD Colo-Colo. Das Team spielt in der Primera División de fútbol femenino, der höchsten Spielklasse Chiles und ist Rekordmeister des Landes. 2012 gewann Colo-Colo die Copa Libertadores Femenina, den wichtigsten Fußballwettbewerb für Frauen in Südamerika.

## Geschichte
Mit der Gründung der Frauenfußballschule Escuela de Fútbol Femenino am 30. September 2007 wurde auch die Frauenabteilung des CSD Colo-Colo gegründet. Mit Start der neu eingeführten Primera División de fútbol femenino de Chile in 2008, ausgerichtet vom chilenischen Fußballverband ANFP, begann auch für die Frauenabteilung die erste Saison. Das erste Ligaspiel am 10. Mai 2008 verlor das Team mit 2:5 gegen Unión La Calera und stand am Ende der Saison auf dem sechsten Tabellenplatz. Der erste Meistertitel, mit dem gleichzeitig eine Serie an Meisterschaften begann, gelang im Jahr 2010. Durch den Wechsel auf Apertura und Clausura, in der zwei Meisterschaften pro Jahr ausgespielt wurden, gelang es dem Frauenteam von Colo-Colo bis zur Apertura 2015 zehn Meisterschaften in Folge zu gewinnen. In der Clausura 2016 sowie Apertura und Clausura 2017 gewann der Hauptstadtklub erneut drei Titel in Serie. 2021 schied das Team im Halbfinale gegen CF Universidad de Chile aus, nachdem es in der Gruppe A 37 Punkte aus nur 14 Spielen geholt hatte.
Auch international gehört Colo-Colo zu den besten Klubs des Kontinents. Bei der Copa Libertadores Femenina 2011 kam das Team bis ins Finale, verlor dort aber mit 0:1 gegen den brasilianischen Vertreter São José EC. Im Jahr 2012 folgte dann der große Triumph. Nach dem 4:3-Halbfinalsieg über Acadêmica Vitória gelang dem Team im Finale der Sieg im Elfmeterschießen über Foz Cataratas FC. Im Jahr 2015 rückte Colo-Colo erneut bis ins Finale vor, musste sich dort aber dem brasilianischen Meister Associação Ferroviária de Esportes mit 1:3 geschlagen geben. Auch 2017 verlor Colo-Colo das Finale der Copa Libertadores Feminina, diesmal knapp nach Elfmeterschießen gegen GO Audax.

## Erfolge
- Chilenischer Meister (13): 2010, 2011-A, 2011-C, 2012-A, 2012-C, 2013-A, 2013-C, 2014-A, 2014-C, 2015-A, 2016-C, 2017-A, 2017-C, 2023
- Copa Libertadores Femenina: 2012

## Bekannte ehemalige Spielerinnen
- Christiane Endler
- Estefanía Banini
- Yanara Aedo